# Björn Seibert

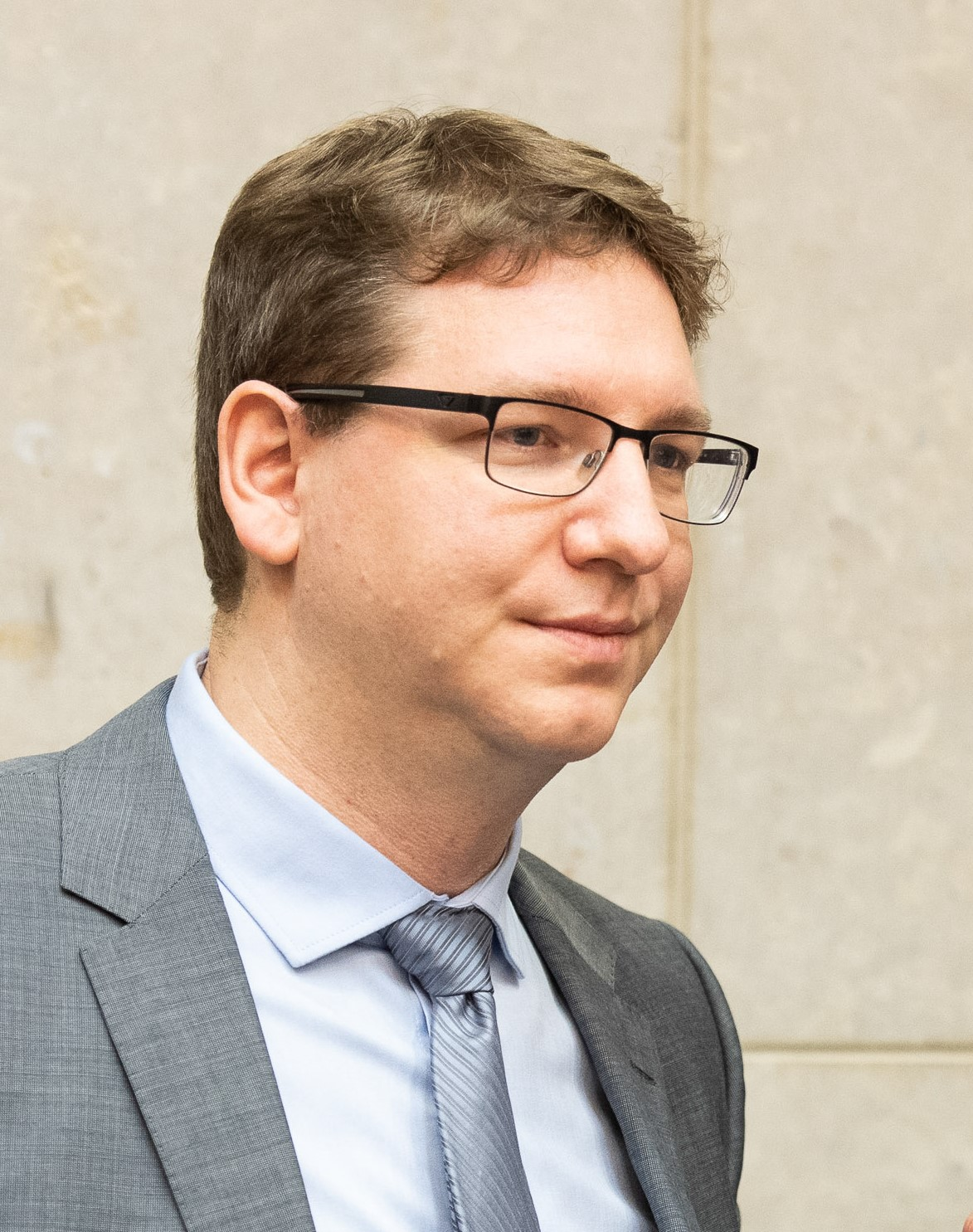
Björn Seibert

Björn H. Seibert ist ein deutscher EU-Beamter und seit Juli 2019 Kabinettschef der EU-Kommission in Brüssel. Er hat zahlreiche Veröffentlichungen zu Sicherheits- und Verteidigungsfragen verfasst.

## Leben
Zu den Forschungsschwerpunkten seiner Studienzeit in den USA und England zählten die deutsche Außen- und Verteidigungspolitik, die Gemeinsame Sicherheits- und Verteidigungspolitik der Europäischen Union (GSVP), NATO und die europäische Beschaffungspolitik.
Seibert studierte an der Fletcher School of Law and Diplomacy, dem Massachusetts Institute of Technology (MIT), der Georgetown University und der Harvard University und arbeitete an der University of Cambridge (King’s College) an seiner Promotion. Nach der Berliner Zeitung arbeitete er damit „an den renommiertesten amerikanischen Unis und als Verteidigungsexperte in den USA“. Unter Ursula von der Leyen war er als Beamter im Verteidigungsministerium tätig, wo er Mitglied des Planungs- und Beratungsstabs des deutschen Politikplanungs- und Beratungsstab des Bundesministers der Verteidigung als Berater für europäische/afrikanische Angelegenheiten war, und ist seit Juli 2019 ihr Kabinettschef bei der EU-Kommission in Brüssel. In einem seiner Interview verglich er im Handelsblatt seinen Job als Stabschef mit dem eines „Schrittmachers einer Rennrad-Equipe“ der vor allem für die „richtige Taktik“ verantwortlich sei.

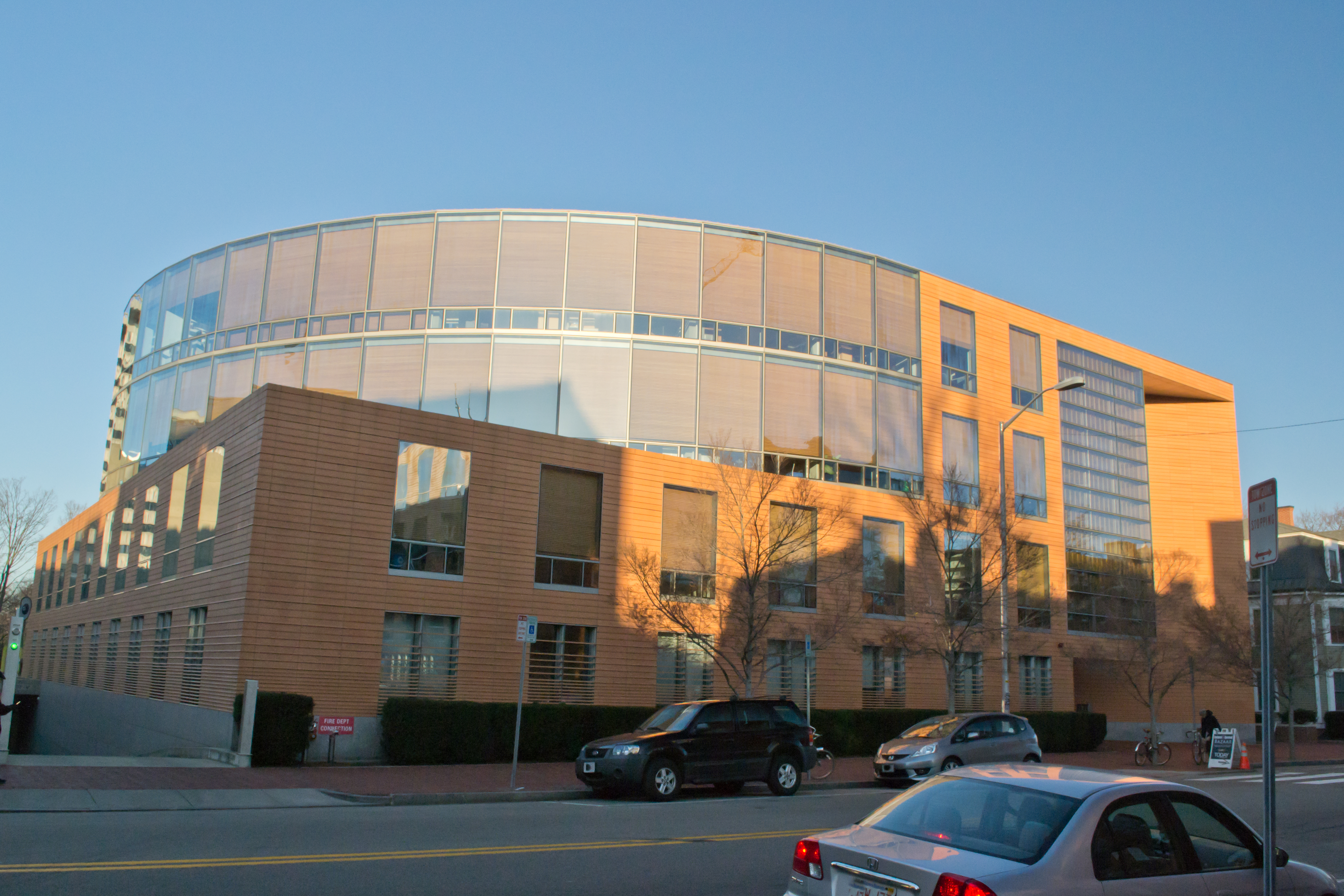
Gebäude des Weatherhead Center for International Affairs an der Harvard University

Vom Weatherhead Center for International Affairs des Department of Government der Harvard University in Cambridge (Massachusetts) wird er als Associate genannt sowie als Research Associate des Security Studies Program am MIT, außerdem seine Tätigkeiten als Non-Resident Fellow an der Paul H. Nitze School of Advanced International Studies (SAIS) an der Johns Hopkins University und Associate Fellow am Royal United Services Institute (RUSI) sowie Research Associate am Strategic Studies Institute (SSI) am U.S. Army War College, Research Analyst am Foreign and Defense Policy Studies Program am American Enterprise Institute (AEI) und Teaching Fellow am Department of Government der Harvard University. Er war auch ein Visiting Scholar am EU Center of Excellence in Washington, D.C.
Die englischsprachige Wochenzeitung Politico des Axel Springer Verlages listete ihn 2023 unter den einflussreichsten Persönlichkeiten:

„Seiberts Kritiker beschreiben ihn als den Mittelpunkt einer winzigen Clique von Mitarbeitern und Beratern rund um von der Leyen, die kaum Input von anderen Seiten annehmen, auch nicht von den Kommissaren ihrer Chefin. Und während seine engen Verbindungen zu Washington die transatlantischen Beziehungen gefestigt haben, sind sie in Teilen Brüssels weniger beliebt, wo viele der Meinung sind, Europa sollte weniger von den USA abhängig sein und mehr auf die Vertreter und Beamten der EU selbst hören.“

Im Sommer 2023 machte Björn Seibert bei einem Treffen mit dem nationalen Sicherheitsberater des Premierministers des Vereinigten Königreichs, Tim Barrow, deutlich, dass Brüssel kein Interesse an einem Abkommen zwischen der EU und dem Vereinigten Königreich zur Rückübernahme von Migranten habe.

## Publikationen
Seibert hat zahlreiche Veröffentlichungen zu Sicherheits- und Verteidigungsfragen verfasst, und seine Arbeiten wurden unter anderem von der New York Times, Le Monde und The Economist, sowie spezialisierte Verteidigungspublikationen wie Jane’s Defence Weekly und Defense News zitiert.
- Operation EUFOR TCHAD/RCA and the EU’s Common Security and Defense Policy (Monograph, U.S. Army War College, 2010) – press.armywarcollege.edu
- “The Quest for European Military Capabilities,” in: Luis Simon (ed.): European Defence Capabilities: No Adaptability without Co-operation (Occasional Paper, RUSI, 2010) – static.rusi.org
- “On a Wing and a Prayer,” Foreign Policy, (December 2009) and African Adventure? An Assessment of the EU’s Intervention in Chad and CAR, (Working Paper, MIT, 2007).